# 伊拉克航空
伊拉克航空（阿拉伯語：الخطوط الجوية العراقية），是伊拉克的国家航空公司，也是中东地区历史最悠久的一家航空公司，总部设在伊拉克首都巴格达。其枢纽机场为巴格达国际机场。伊拉克航空是阿拉伯航空运输组织的成员。

## 历史

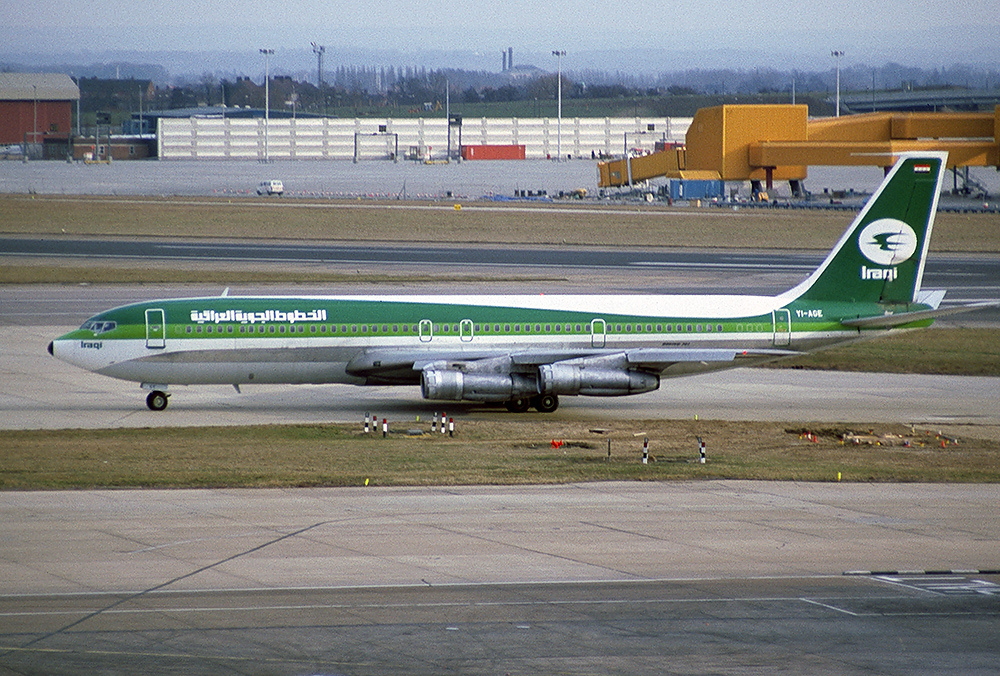
1983年伊拉克航空的波音707在倫敦希斯洛機場

伊拉克航空成立于1945年，是中东地区历史最悠久的一家航空公司。在50年代-60年代由于与苏联亲近所以购买了一批苏製客机，1970年代改为购买美制客机。1974年购买3架波音707，并在1976年接手波音727与波音747，并开通到北京及东京航线与大量欧洲航线。在1980年代由于美伊关系更加亲近，所以订购了更多的波音727与波音737和欧洲的空中客車A310。在两伊战争期间伊拉克航空中断了部分航线，并受到美国的制裁以至于美国未向伊拉克交付部分波音727。两伊战争结束后伊拉克国民经济受到损伤，由于美国与伊拉克关系战后一直紧张伊拉克航空也难以在购买外国客机并直接导致1990年海湾战争爆发，伊拉克航空受到联合国制裁，伊拉克航空转移了部分客机直至1992年复航。
伊拉克戰爭之後，伊拉克航空宣佈重啟國際航線的計劃，並於2004年10月3日重開巴格達至安曼的航線。此後，伊拉克航空向其他航空公司租借客機以恢復部份航線，並在2012年宣佈訂購30架波音737-800和10架波音787，同年接收一架波音777-200LR以及一架空中客車A330。2013年3月5日，伊拉克航空復航倫敦，同年4月25日使用波音777-200LR復航法蘭克福。
2014年8月23日，伊拉克航空使用波音777-200LR開通巴格達-廣州-埃爾比勒-廣州-巴格達航線。

## 机队

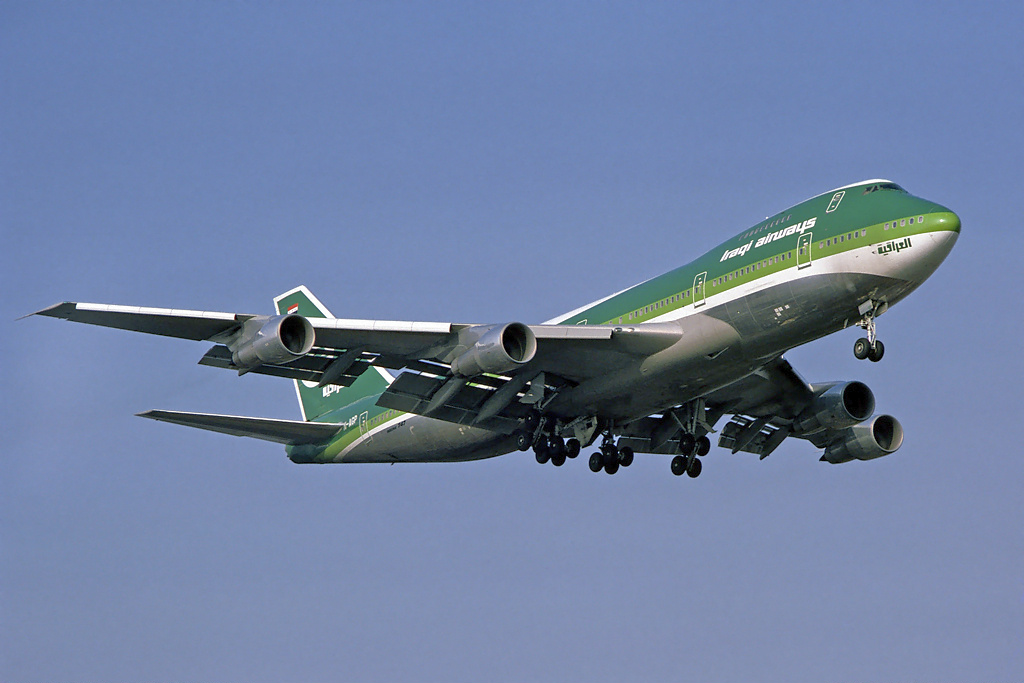
1983年的波音747-270C

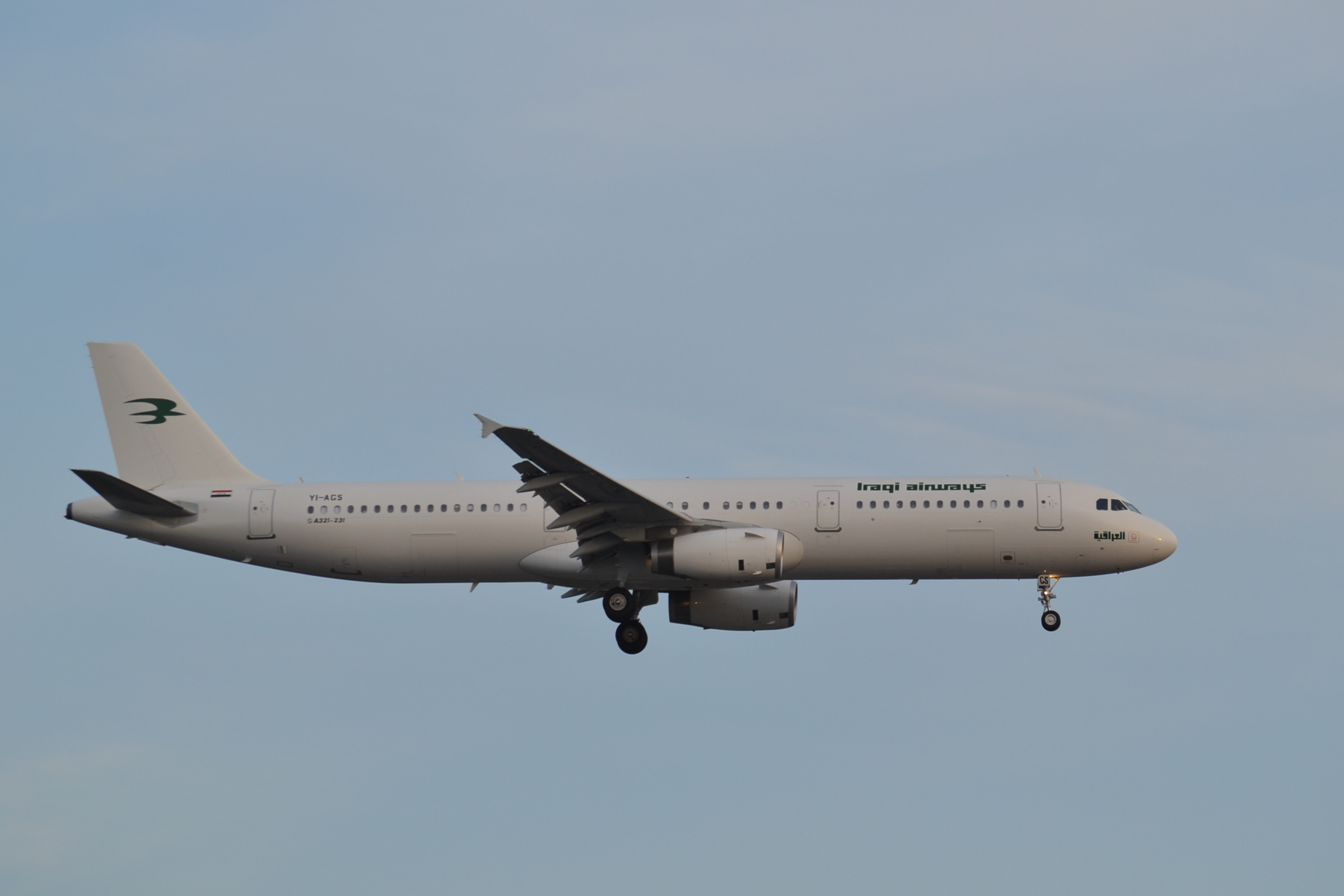
伊拉克航空一部採用臨時塗裝的空中巴士A321-200倫敦格域機場降落(2013)

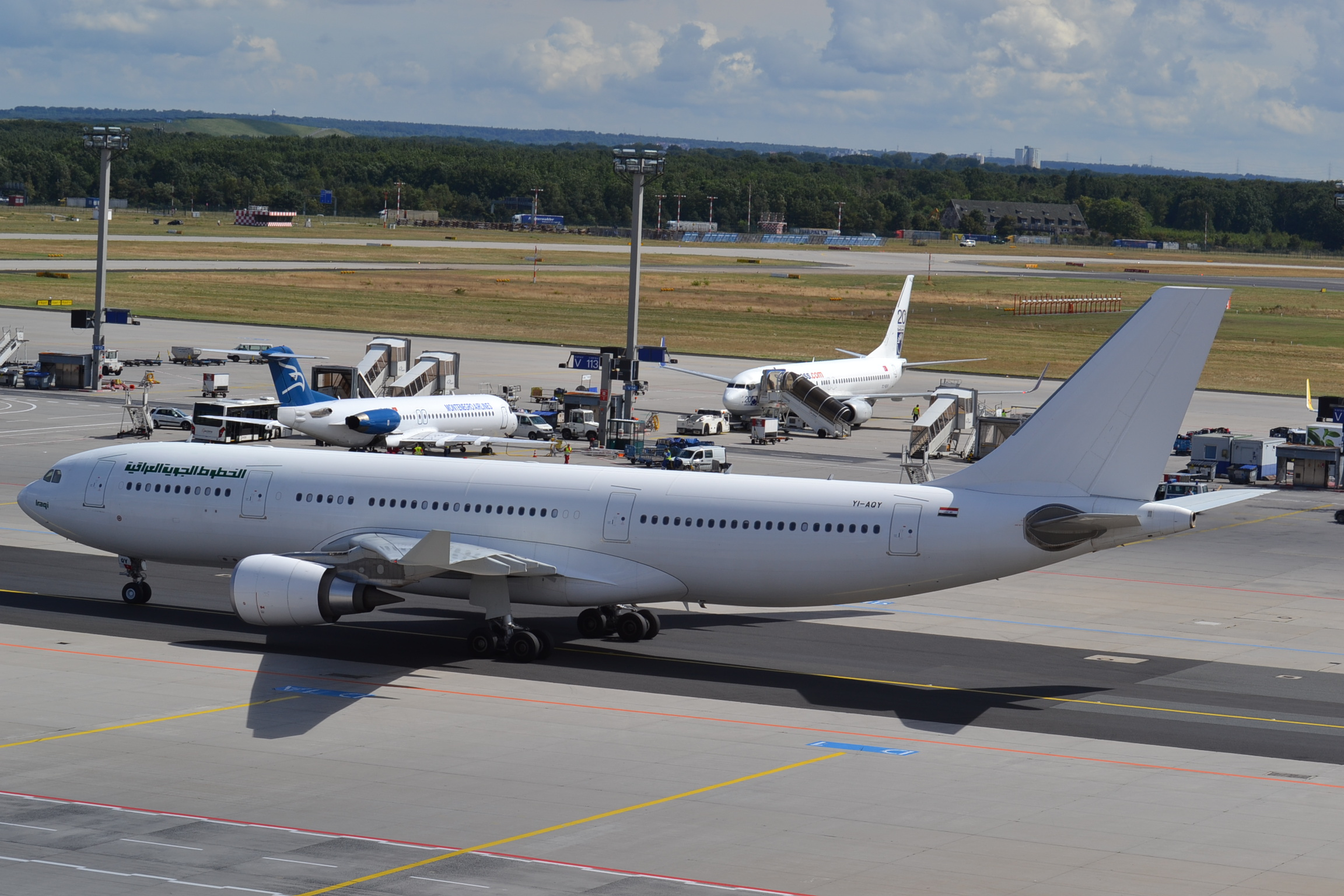
伊拉克航空一部採用臨時塗裝的空中巴士A330-200在法蘭克福機場滑行(2013)

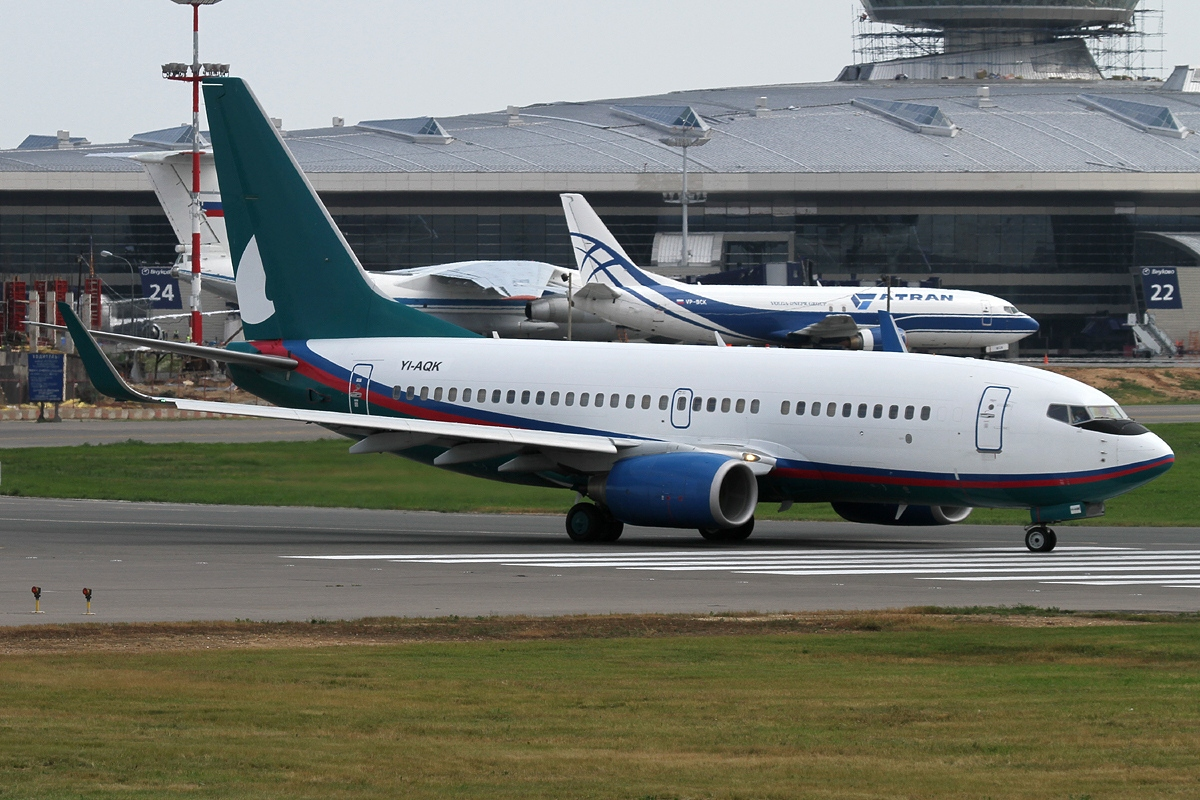
伊拉克航空一部採用前運營商（AirTran）的波音737-700在莫斯科伏努科沃國際機場(2013)

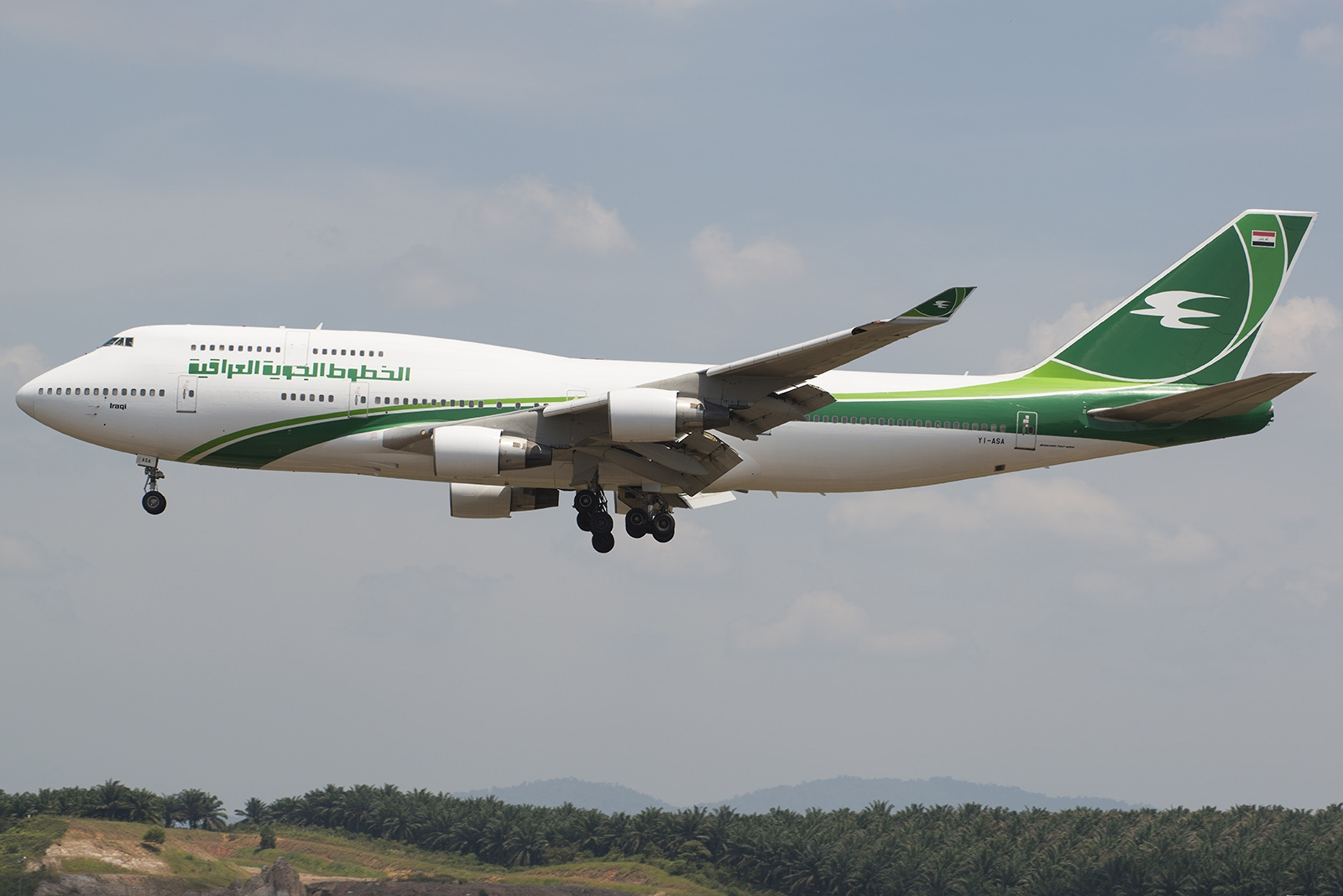
伊拉克航空一部使用全新塗裝波音747-400在吉隆坡國際機場降落(2014)

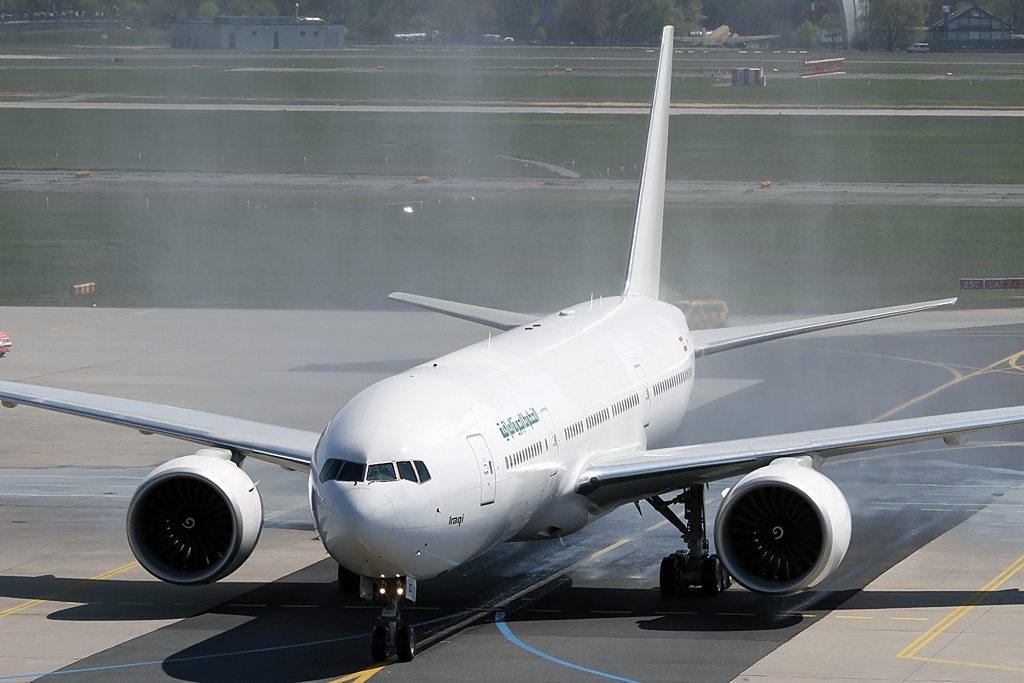
伊拉克航空使用混合塗裝的波音777-200LR在法蘭克福機場滑行(2013)

### 現役
截至2023年8月，伊拉克航空擁有以下機隊：

### 已退役
- 1970年~2003年曾服役機種
  - An-24
  - 波音707-370
  - 波音727-270
  - 波音737-270
  - 波音747-270C[3]
  - 波音747SP
  - 伊爾-76
- 2003年後退役機隊
  - 空中客車A320-211
  - 波音727-270
  - 波音737-300
  - 波音737-700
  - 波音737-400
  - 波音757-200
  - 波音767-200
  - 波音767-300ER